# Гай Кальпурний Пизон (сенатор)
Гай Кальпурний Пизон — сенатор Римской Республики, центральная фигура «заговора Пизона» 65 года н. э., самого известного и широкомасштабного заговора против императора Нерона.
Пизон происходил из древнего известного рода Кальпурниев. От отца, консула Луция Кальпурния Пизона, он унаследовал многочисленные связи с знатнейшими семьями Рима, а от матери — огромное богатство. Пизон был очень разносторонним человеком. Он пел в постановках трагедий, писал стихи, был знатоком игры в шашки. Пизон был высоким, симпатичным, улыбчивым. Он был отличным оратором и успешно выступал в судах. Вот что пишет о Пизоне Тацит:
Происходя из рода Кальпурниев, он по отцу был связан со многими знатными семьями и пользовался у простого народа доброю славой, которую снискали ему как истинные его добродетели, так и внешний блеск, похожий на добродетель. Он отдавал свое красноречие судебной защите граждан, был щедр с друзьями и даже с незнакомыми ласков в обхождении и речах; к этому присоединялись и такие дары природы, как внушительный рост, привлекательная наружность. Но вместе с тем он не отличался ни строгостью нравов, ни воздержностью в наслаждениях: он отдавал дань легкомыслию, был склонен к пышности, а порой и к распутству, что, впрочем, нравилось большинству, которое во времена, когда порок в почете, не желает иметь над собою суровую и непреклонную верховную власть.
В 40 году н. э. император Калигула выслал Пизона из Рима, прельстившись его женой. В 41 году, после убийства Калигулы, император Клавдий вернул Пизона в Рим. Вершины могущества Пизон достиг при императоре Нероне.
Покончил с собой в 65 году, когда был раскрыт организованный им заговор.
Его сын, Кальпурний Галериан, был убит по приказу Муциана в 70 году.
Вторый сын, Луций Кальпурний Пизон, в 57 году вместе с Нероном выбирался консулом. Был убит в том же 70 году, будучи проконсулом провинции Африка.